# St. Mariä Geburt (Kupferdreh-Dilldorf)

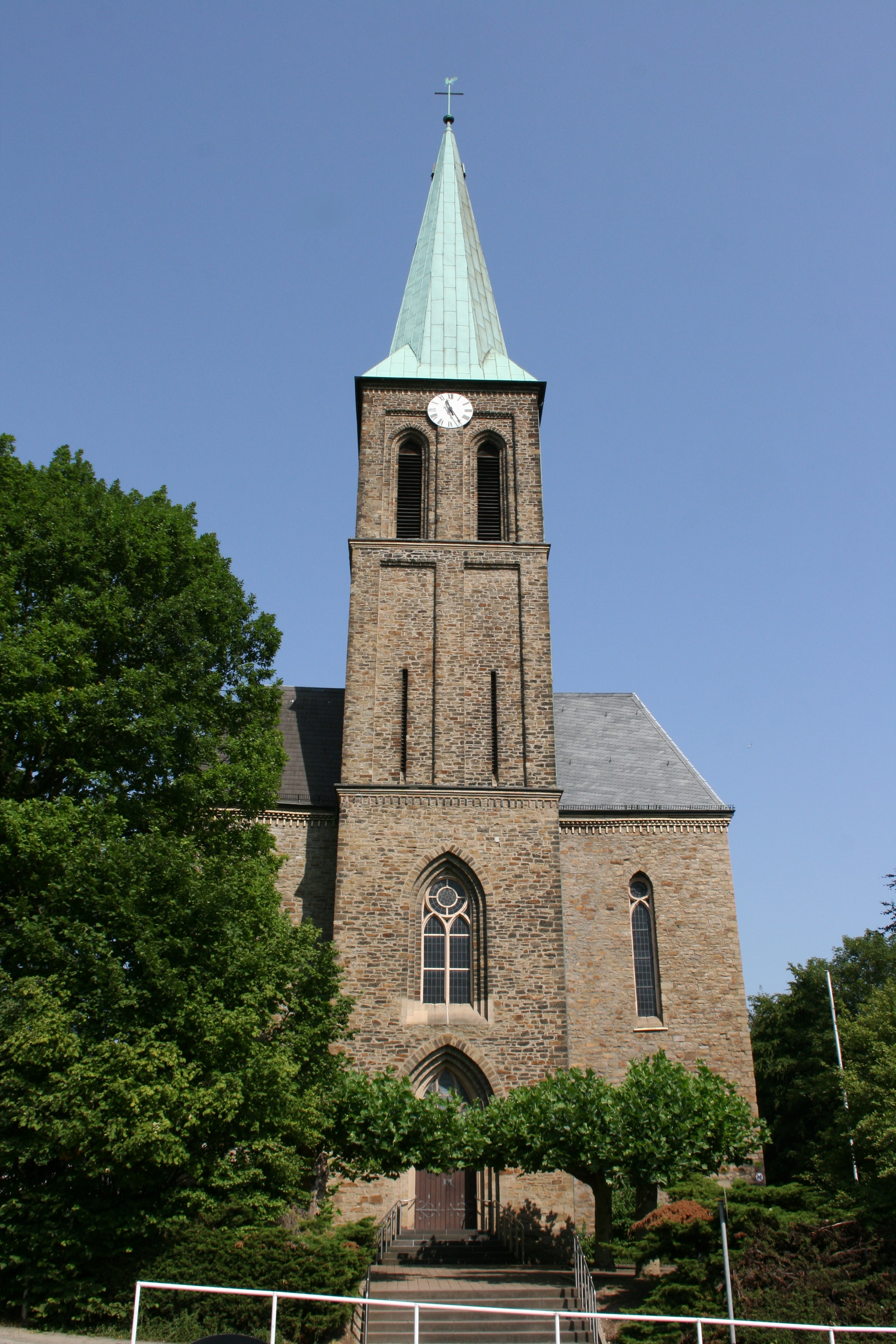
Mariä Geburt Dilldorf

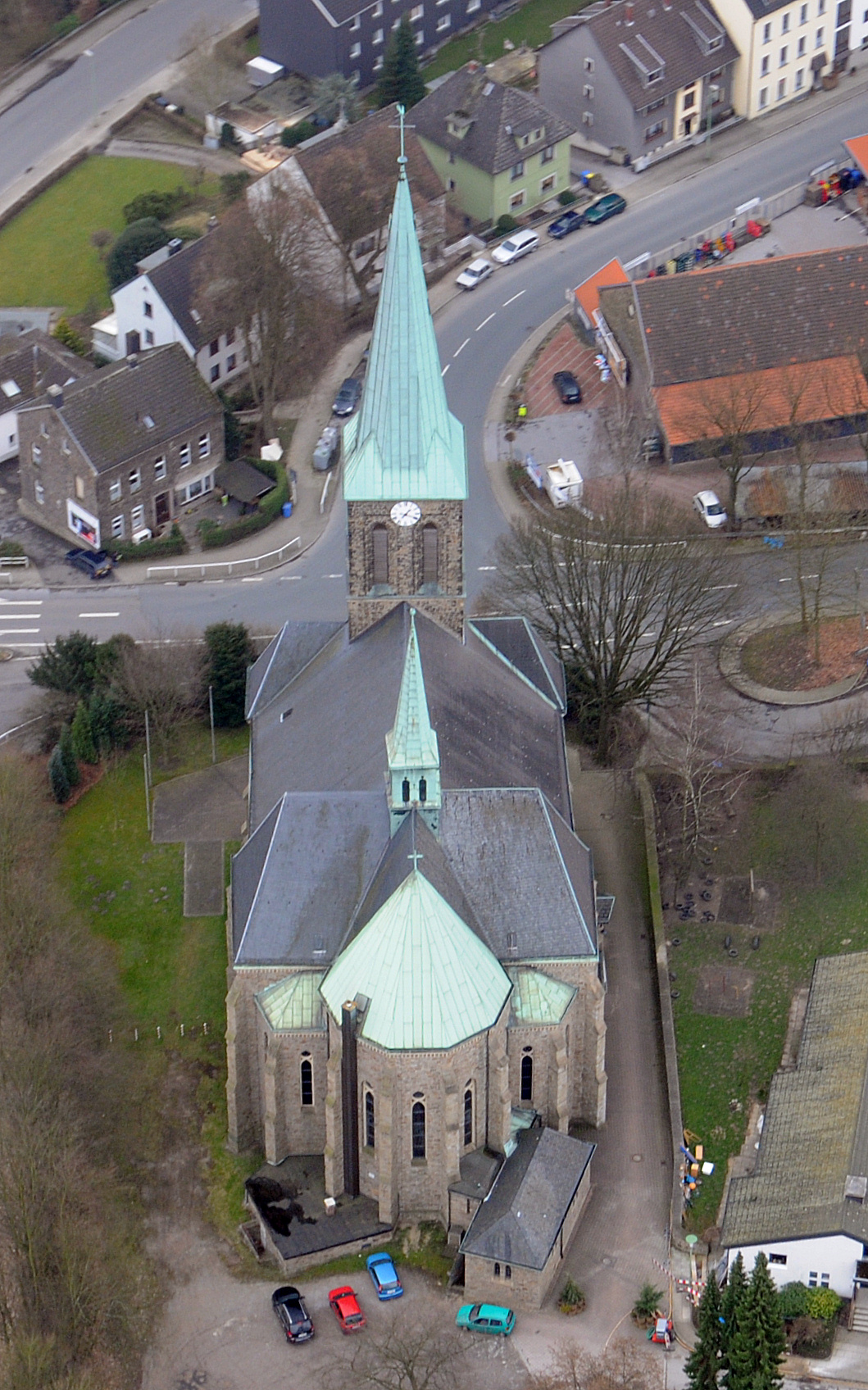
St. Mariä Geburt, Luftbild

Sankt Mariä Geburt ist ein seit 1989 denkmalgeschütztes römisch-katholisches Kirchengebäude im Essener Stadtteil Kupferdreh, Ortsteil Dilldorf. Es wurde im Stil der Neugotik von 1876 bis 1879 aus hellbraunem Ruhrsandstein erbaut. Der Grund für den Bau der Kirche war die stark gestiegene Anzahl an Gläubigen in Dilldorf. Das Gotteshaus steht an der Dilldorfer Straße und ist Maria, der Mutter Jesu, geweiht.

## Geschichte
Die Grundsteinlegung der Kirche fand am 18. Oktober 1876 statt, konsekriert wurde sie am 8. September 1879 durch den damaligen Weihbischof Anton Fischer. Die Kirche war zu diesem Zeitpunkt noch nicht ganz fertiggestellt: Der Hochaltar, die Seitenaltäre, der Kirchturm mit den drei Glocken und der Dachreiter mit der kleineren Glocke kamen erst einige Zeit später hinzu. Die Turmuhr wurde 1900 angebracht. Im Jahr 1906 erhielt die Kirche ihre erste eigene Orgel (von der Orgelbau-Werkstatt Franz Breil GmbH) als Ersatz für die alte Orgel aus der Kapelle, die mittlerweile zu klein geworden war. Im Dezember 1915 erhielt die Kirche elektrische Beleuchtung. Die erste große Renovierung musste 1925 durchgeführt werden, um Schäden durch Bergsenkungen von ungefähr 45 cm zu beheben. Die Zeche Adler finanzierte die erste Ausmalung und die Renovierung der Kirche. Erst im Jahr 1928 wurde das Kirchengebäude mit einer Heizung ausgestattet. Anfang September 1929 wurde zum 50-jährigen Bestehen der Kirche die Rückkehr der ältesten Dilldorfer Glocke (Dachreiterglocke) gefeiert, die verloren gegangen war und wiedergefunden wurde. Im Zweiten Weltkrieg mussten 1942 drei Glocken als Metallspende des deutschen Volkes für die Rüstungsindustrie abgegeben werden. Nach dem Krieg stellte sich heraus, dass etwa 15.000 Glocken dem Einschmelzen entgangen und im Hamburger Hafen gelagert waren. Die drei Dilldorfer Glocken wurden später auf einem Schiff im Hafen von Münster gefunden und kehrten im Sommer 1947 nach Dilldorf zurück. Die Turmwand wurde aufgebrochen, um die Glocken wieder aufhängen zu können. Anfang der 1970er-Jahre wurden die liturgischen Bereiche nach Planung des Essener Architekten Rolf Grundmann erneuert. Zuvor waren nochmals Sicherungsarbeiten wegen Bergschäden erfolgt. Im Zuge der Erneuerung wurde der Hochaltar entfernt. Ein neuer Altar, das Taufbecken und der Tabernakel sind aus dem gleichen Stein.
Im Jahr 1946 kam es zu einer Instandsetzung der Breil-Orgel. 1964 erhielt der Kirchturm eine neue Turmuhr. 1968 wurde die Sakristei erweitert, und 1973 kam ein aus Holz geschnitzter Kreuzweg in die Kirche. Er stammt vom selben Oberammergauer Künstler wie eine Marienstatue. 1973 wurde auch die Orgel erneut generalüberholt. Im Jahr 1986 bestätigte ein Gutachten den Verdacht wachsamer Gemeindemitglieder, dass die Eichenbalken im Kirchturm durch Taubenkot und eindringendes Regenwasser schwer zersetzt waren. Das Glockenläuten drohte den Turm zu zerstören. Daraufhin wurde eine Betondecke in 40 Meter Höhe unter dem vollen Glockenstuhl eingezogen und der Turmhelm fest verankert. Setzrisse in den Wänden wurden durch Vorsatzschalen abgefangen, was jedoch die Akustik beeinträchtigte. Die Fenster waren undicht. Sie wurden von Peters in Paderborn ausgetauscht und mit einer neuen Art des fotografischen Zitats mit den Figuren des heiligen Liudger, der heiligen Ursula und des heiligen Gereon gestaltet (von Letzteren gibt es Altarreliquien in St. Mariä Geburt). Rund um die Figuren besteht eine bunte Bleiverglasung mit einer äußeren Schutzverglasung.
Am 23. November 1989 wurde das Kirchengebäude unter Denkmalschutz gestellt. In den frühen 1990er-Jahren war eine Komplettsanierung der Kirche notwendig, mit der der Architekt Klemens Link und der Restaurator Dieter Berchem beauftragt wurden. Bei der Sanierung wurden unter anderem drei Chorfenster neu gestaltet. Aus Kostengründen kam dabei das Siebdruckverfahren zum Einsatz.
Die Figur des heiligen Josef von Nazaret aus der ehemaligen Pfarrkirche St. Josef steht heute in der Dilldorfer Kirche.

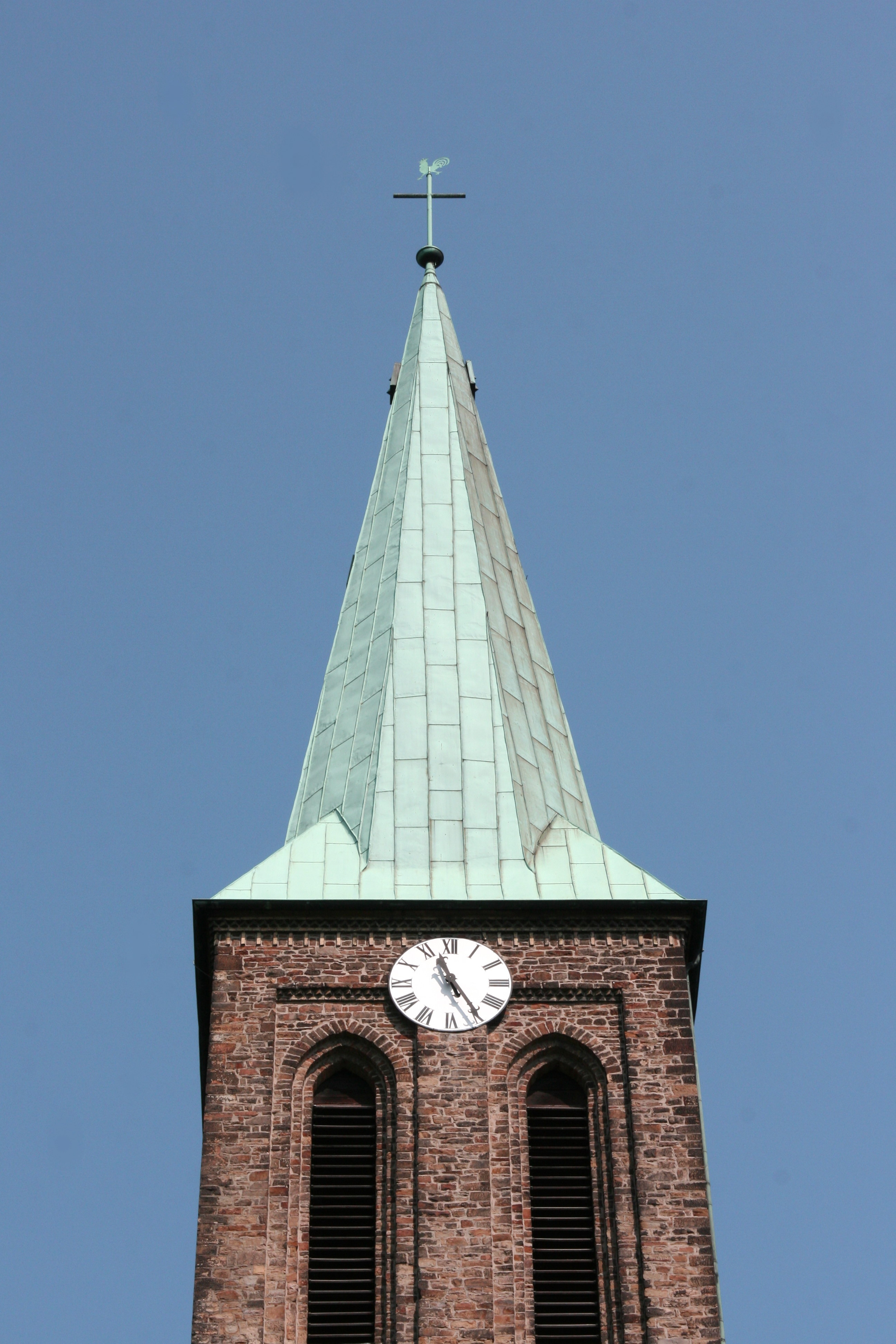
Kirchturm
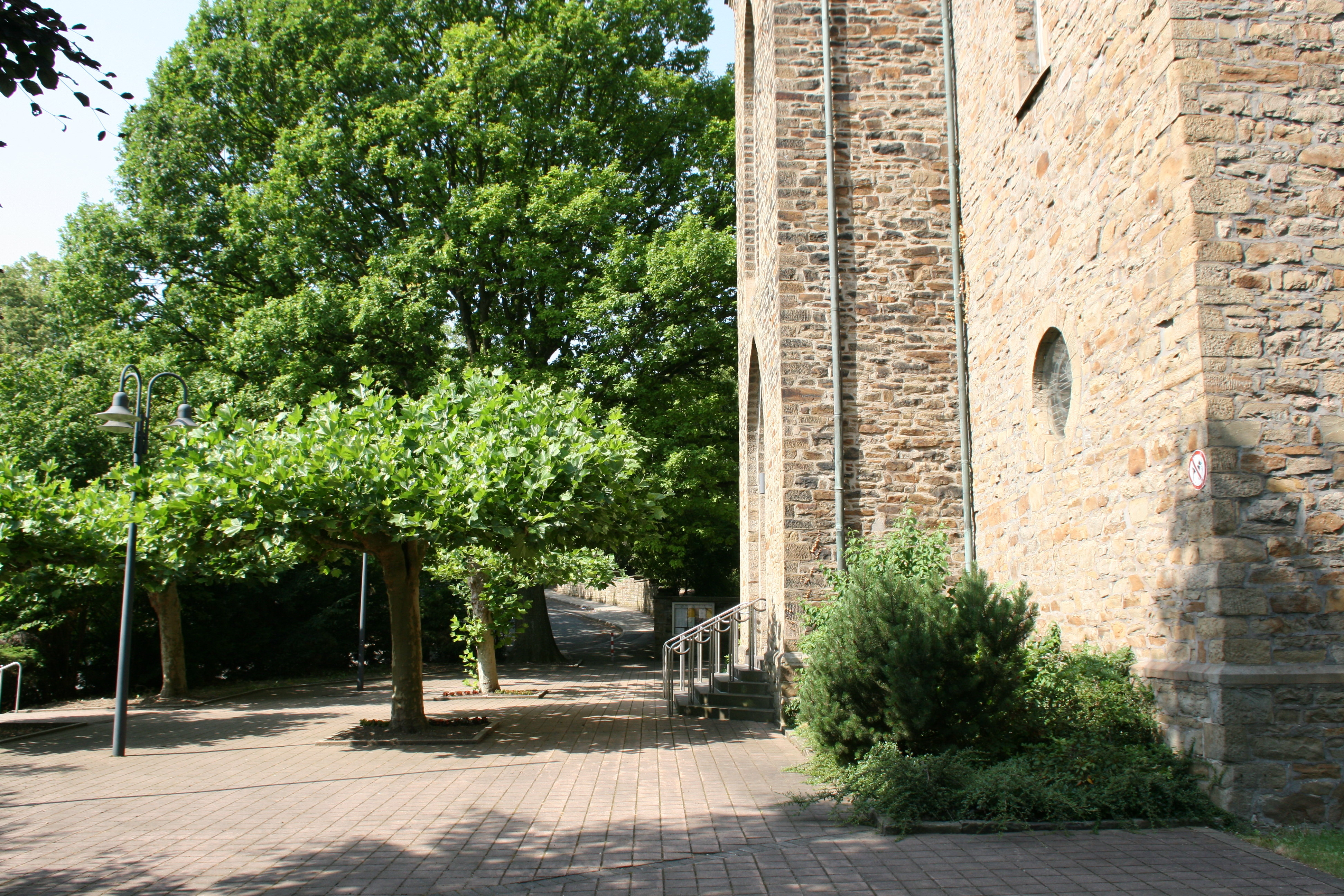
Kirchplatz
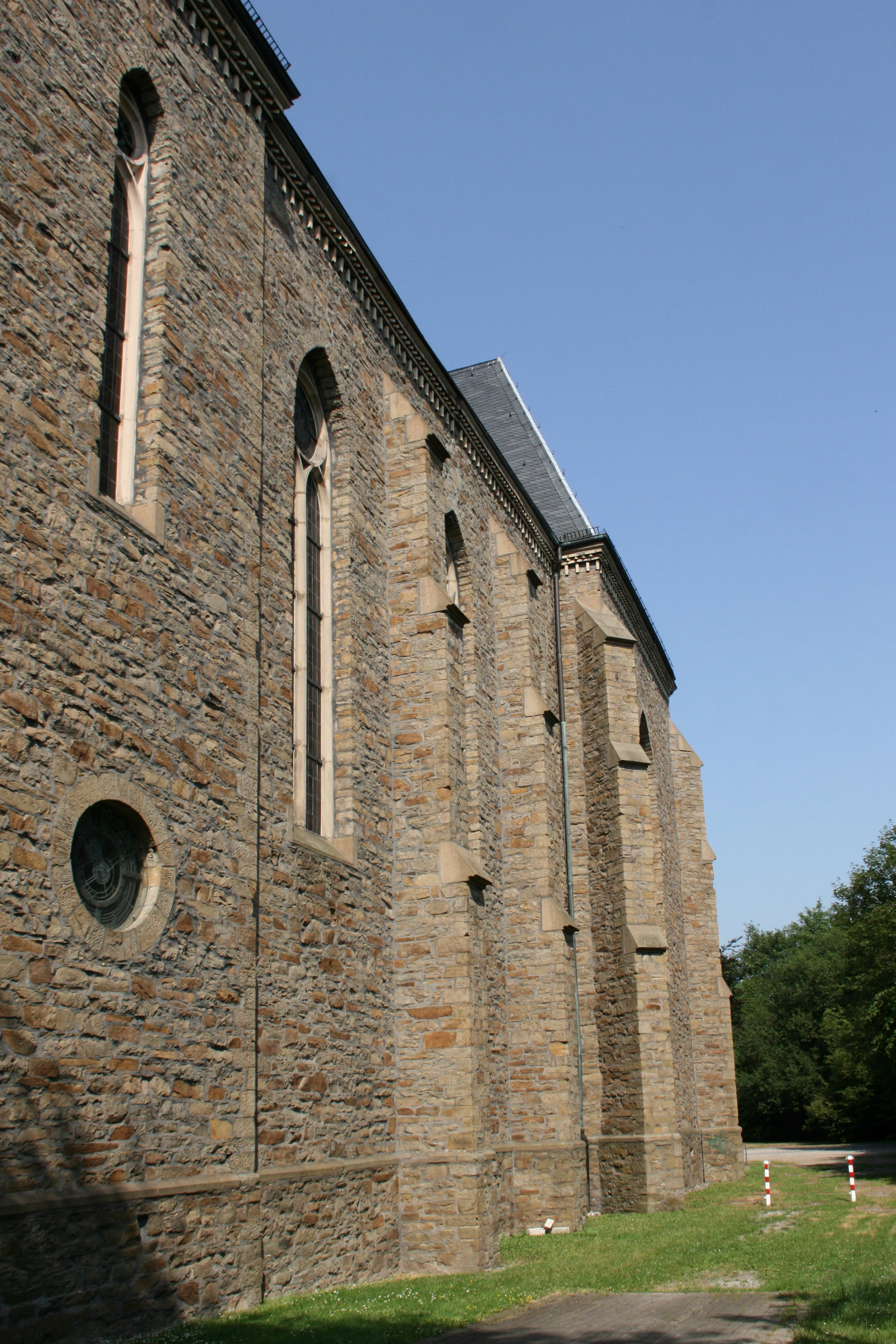
Mittelschiff
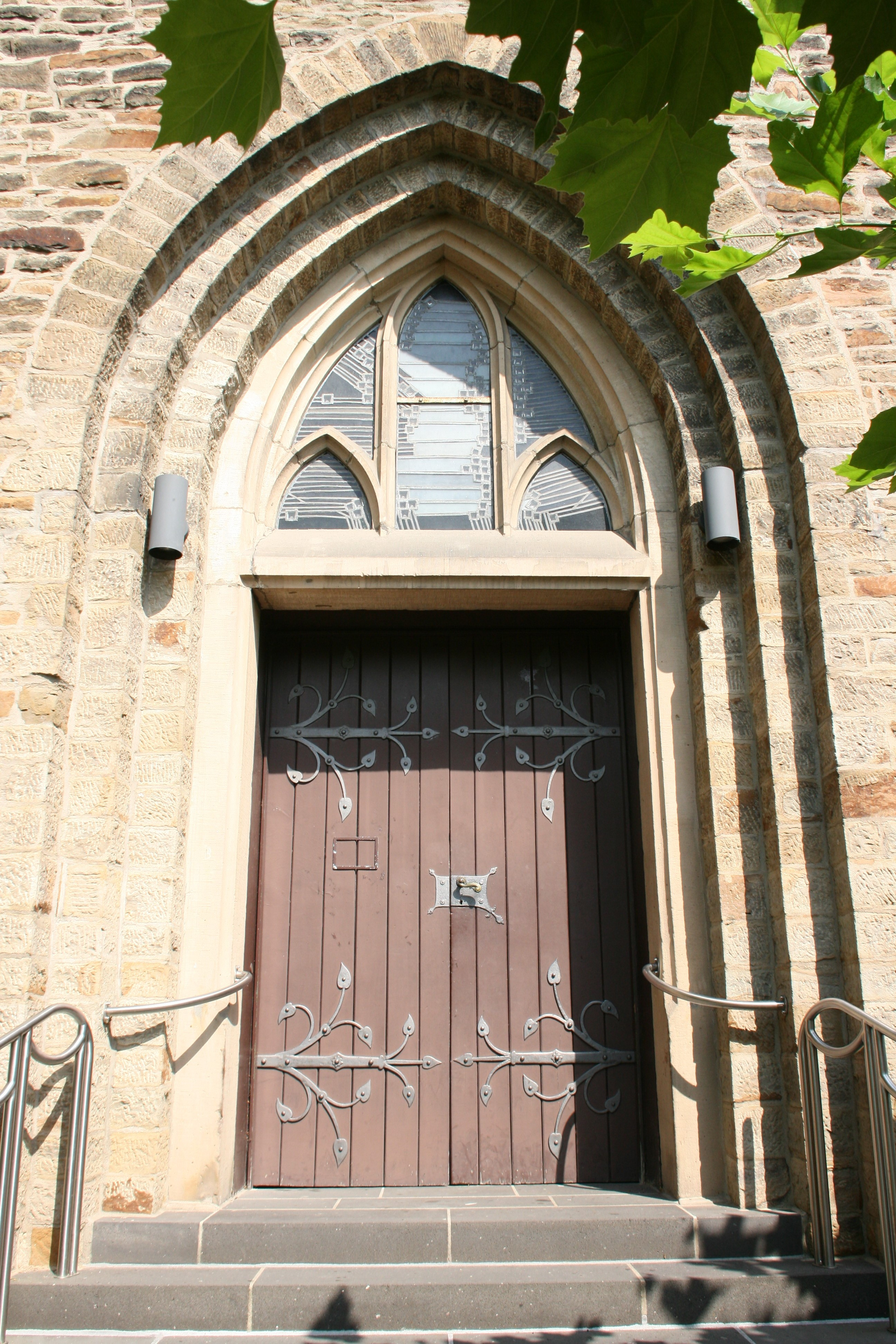
Eingang
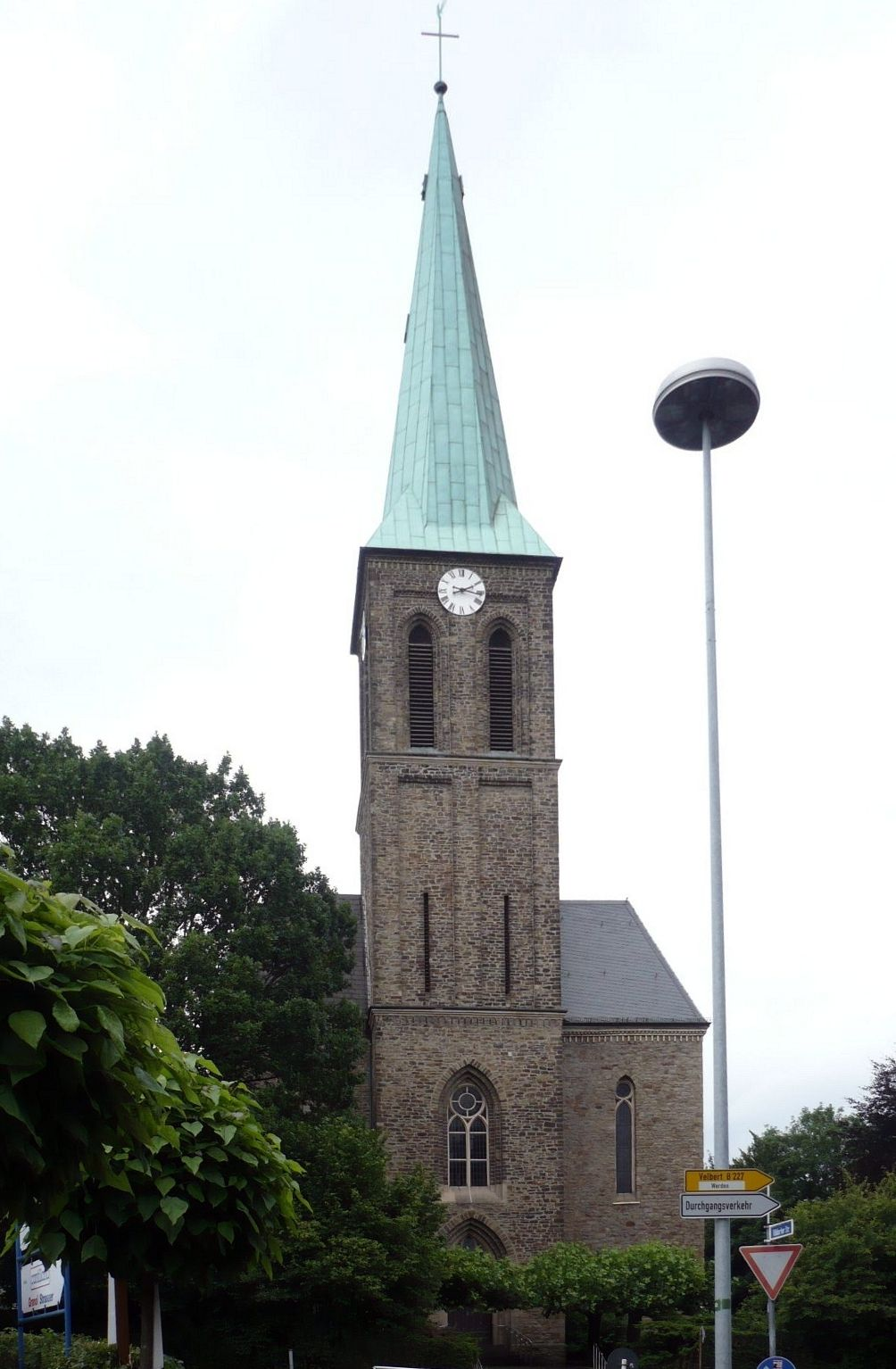
Die Kirche

## Architektur
Die nach Norden ausgerichtete neugotische Hallenkirche ähnelt einer Burg und steht am Ende des Deilbachtales bzw. in der Nähe der Einmündung in das von Waldrücken umfasste Ruhrtal. Über eine Treppe mit fünf Stufen kommen die Besucher zum Haupteingang der Kirche. St. Mariä Geburt hat im linken Seitenschiff noch einen kleinen Seiteneingang. Beide Türme der Kirche sind seit 1961 mit Kupferblech gedeckt. Mit nur drei Langhausjochen wirkt die Kirche zwischen dem eingezogenen Turm und dem Querschiff kurz und stämmig. Der Architekt Dr. Paschalis hatte eine zusätzliche Gewölbeeinheit geplant; die Idee wurde jedoch verworfen, weil Kupferdreh nicht eingemeindet wurde. Das Chorhaus hingegen präsentiert sich als sehr großräumig und stellt mit seinen leicht ausschwingenden sieben Teilen eines Zehnecks ein auffallend reiches, eigenständiges Zentralraumgebilde dar. Dies ist sonst eher bei großen Kathedralkirchen zu beobachten (zum Beispiel beim 9/14-Chor des Aachener Doms). Auffallend ist die Art, wie Paschalis Gratze die Stützen als viereckige Pfeiler mit dazugehörigen Halbrundvorlagen, proportionierten Kapitellen und leichtesten Übergängen zum Kreuzrippengewölbe verarbeitete.  Hierbei werden neuromanische Einflüsse vermutet. Die Einzelheiten und Formen setzte der Architekt an weiteren Standorten mehrfach ein. Die anfängliche Art der inneren Bemalung unterstrich seine Absichten mehr als die heutige, diskret verhaltene Färbung. 
Die fünf Fenster im Chorraum aus dem Jahr 1989 stammen vom ehemaligen Dombaumeister Heinz Dohmen.

## Die nicht vollzogene Schließung der Kirche
Offenbar wurde Anfang der 2010er-Jahre für kurze Zeit überlegt, die St.-Mariä-Geburt-Kirche aufzugeben. Aus Sicht des Kirchenvorstandes gab es zu viele Kirchen in der Pfarrei St. Josef Essen Ruhrhalbinsel. Deshalb sollte mindestens ein Kirchengebäude geschlossen werden. Im Ortszentrum von Kupferdreh existierte zur gleichen Zeit noch die St.-Josef-Kirche. Da sie deutlich sanierungsbedürftiger war und eine Renovierung über eine Million Euro gekostet hätte, fiel die Wahl für den Abriss auf die Pfarrkirche St. Josef. Diese Entscheidung führte zu Wut und Unverständnis bei den ortsansässigen Katholiken. Sie wollten nicht, dass ihre Pfarrkirche geschlossen wird. 
Letztlich wurde dieses Vorhaben zugunsten des Bistums Essen umgesetzt. Ein Grund für das Weiterbestehen der Dilldorfer Kirche war höchstwahrscheinlich der Denkmalschutz.

## Glocken

### Glocken im Dachreiter
Im Dachreiter der Kirche hängen zur Zeit zwei kleinere Glocken. 
| Masse    | Gussjahr | Gussort | Inschrift                                       |
| -------- | -------- | ------- | ----------------------------------------------- |
| ≈ 60 kg  | 1791     | Löwen   | ANDREAS VAN DEN GHEYN ME FUDI LOVANII ANNO 1791 |
| ≈ 300 kg | 1858     | Sieglar |                                                 |

### Glocken von 1886
Im Jahr 1886 wurden für die St.-Mariä-Geburt-Kirche drei Bronze-Glocken bei der Glockengießerei Otto in Hemelingen gegossen, damals noch einem Ort vor den Toren Bremens. Die Glocken haben leichte Rippen und alle denselben Abklingverlauf, sie stehen. Das Otto-Geläut von Dilldorf gehört zu den ältesten noch erhaltenen Otto-Glockengeläuten.
Das Motiv des Geläutes ist Pater noster.
| Glocke | Name       | Durchmesser | Masse ≈ | Schlagton (HT-1⁄16) | Inschrift                                                                              |
| ------ | ---------- | ----------- | ------- | ------------------- | -------------------------------------------------------------------------------------- |
| 1      | Franziskus | 1400 mm     | 1550 kg | des′+2              | Nos coelestium fac consortes civium. / Mach uns zu Mitgenossen der Heiligen im Himmel. |
| 2      | Maria      | 1300 mm     | 1056 kg | es′±0               | Sancta Dei Genetrix O. P. N. / Heilige Gottesgebärerin, bitte für uns.                 |
| 3      | Joseph     | 1220 mm     | 0800 kg | f′−3                | Oratione Sancte Joseph juva nos. / Durch seine Fürbitte stehe uns, St. Josef, bei.     |